# Allergia
Allergia är Astma- och Allergiförbundets medlemstidning. Den har givits ut sedan 1957.

### Fotnoter
1. ↑  Allergia: Redaktören Arkiverad 7 februari 2007 hämtat från the Wayback Machine.
2. ↑  Året Runt, Libris 3678543
3. ↑  TS-kontrollerad upplaga 2006